# Heteropoda hainanensis
Espèce
Heteropoda hainanensis est une espèce d'araignées aranéomorphes de la famille des Sparassidae.

## Distribution
Cette espèce est endémique de Hainan en Chine,. Elle se rencontre dans les xians de Lingshui, Changjiang et Qiongzhong.

## Description
Le mâle holotype mesure 10,0 mm et la femelle paratype 9,8 mm.

## Systématique et taxinomie
Cette espèce a été décrite par Korai et Jäger en 2024.
Heteropoda hainanensis Korai & Jäger, 2024 étant préoccupé par Heteropoda hainanensis Li, 1991, un nom de remplacement est nécessaire.

## Étymologie
Son nom d'espèce, composé de hainan et du suffixe latin -ensis, « qui vit dans, qui habite », lui a été donné en référence au lieu de sa découverte, Hainan.

## Publication originale
- Korai & Jäger, 2024 : « Five new species of the spider genus Heteropoda Latreille, 1804 (Araneae: Sparassidae) from China. » European Journal of Taxonomy, vol. 947, p. 109-129 (texte intégral).